# سابانایوو (شهرستان دیورتیولینسکی، باشقیرستان)
سابانایوو (انگلیسی: Sabanayevo, Dyurtyulinsky District, Republic of Bashkortostan) یک شهرک در شهرستان دیورتیورلینسکی در استان باشقیرستان کشور روسیه است.